# Runenstein von Rö

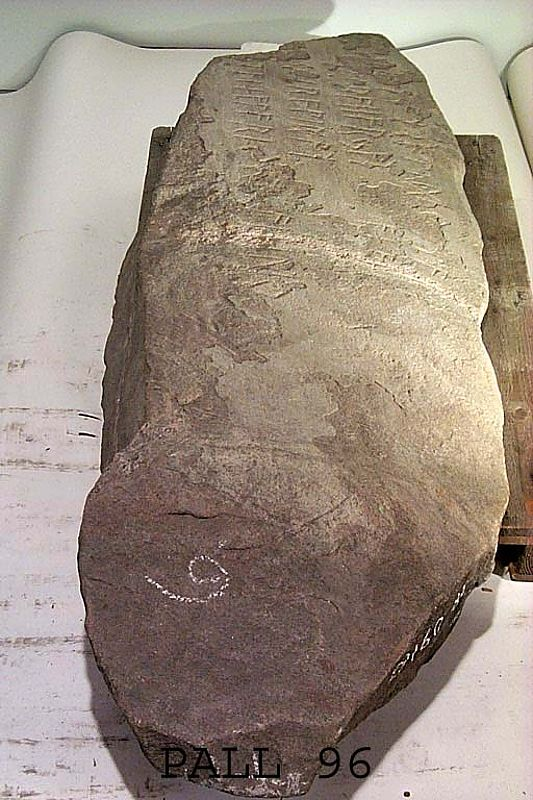
Runenstein von Rö

Der Runenstein von Rö (schwedisch Röstenen; Nr. Bo KJ73 U) ist ein einfacher Runenstein, der 1919 auf dem Bauernhof von Röd auf der Insel Otterö in den Schären außerhalb von Grebbestad in Bohuslän in Schweden entdeckt wurde. Der Stein befindet sich heute im Historiska museet in Stockholm, in der Nähe des Fundortes wurde eine Kopie aufgestellt.

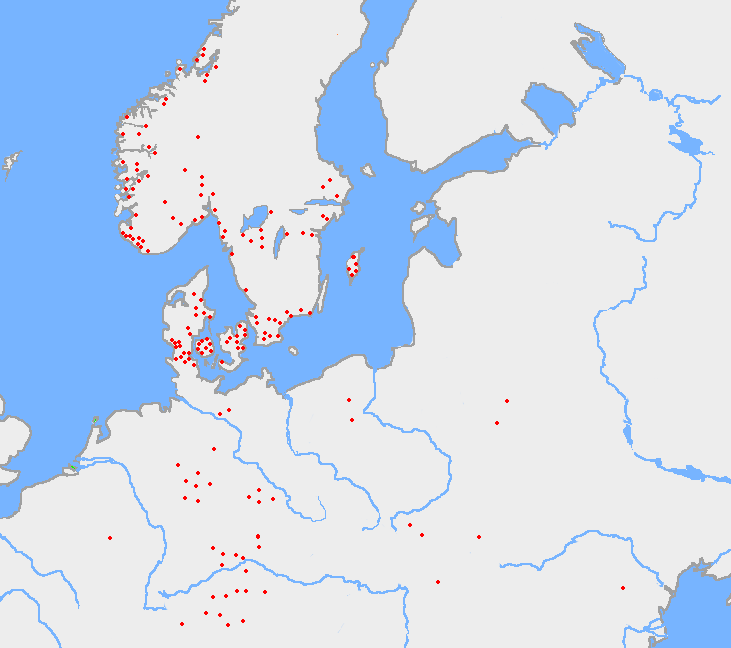
Inschriften im älteren Futhark – in Norwegen besonders häufig

Der Granitstein ist etwa 2,0 Meter hoch und mehr als 1,2 Meter breit. Die Inschrift steht auf einer ebenen, durch Abplatzungen beschädigten Fläche. Die Runen wurden nicht im Schlangenband, sondern in vier parallelen senkrechten Reihen eingraviert. Die Runeninschrift ist im älteren Futhark und in proto-altnordisch verfasst. Die Form der Runen deutet darauf hin, dass sie aus dem frühen 5. Jahrhundert stammen, es handelt sich um die längste Inschrift der Eisenzeit.
Der Text lautet: Ich errichtete Hrazaz / Hraþaz den Stein ... Swabaharjaz mit breiten Wunden. Stainawarijaz ... geschnitzt.
„Stainawarijaz“ bedeutet „Steinwache“, besser wohl Wächterstein. Darüber hinaus bedeutet das Wort „fahido“, das oft mit „geschnitzt“ oder „eingeschrieben“ übersetzt wird, tatsächlich „gemalt“. Viele Runensteine hatten gemalte Inschriften aber es gibt keine Belege dafür, dass der Runenstein von Rö bemalt war.
Es gibt verschiedene Interpretationen der Inschrift. Die älteste stammt von Sven Birger Fredrik Jansson (1906–1987). Wolfgang Krauses Übersetzung von 1966 wird von den meisten anderen Runologen, einschließlich Jesse Robert Smith im Jahr 1971 und Maria Pia Marchese 1985, geteilt. Der Vorschlag von Alfred Bammesberger, der im Jahr 1999 liest, die Swābaharjaz „hat eine * swēba-hier“.